# Cobijada

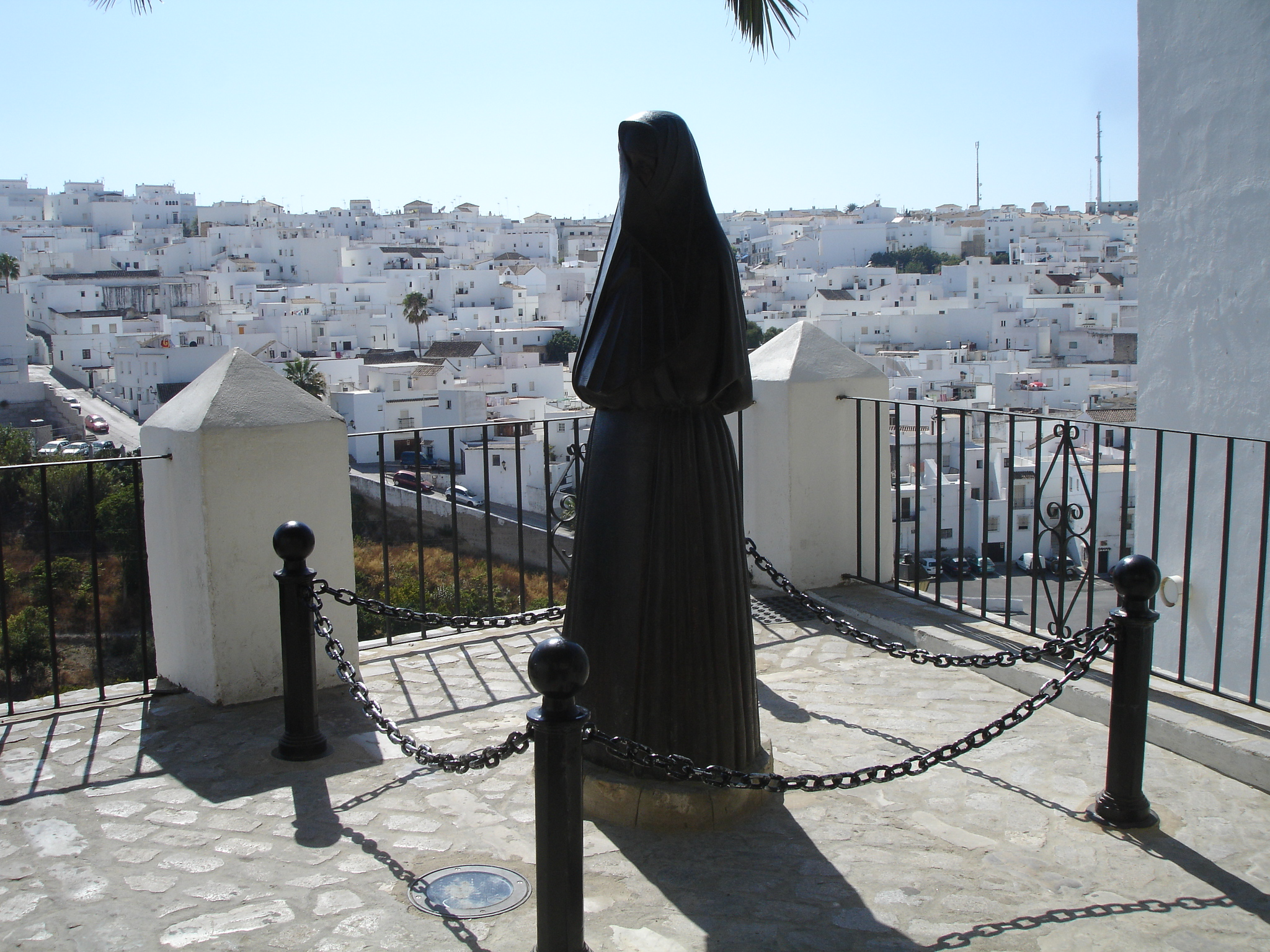
Statue d'une cobijada, femme vêtue d’habits noir à Vejer de la Frontera.

La cobijada est un vêtement qui couvre le corps entièrement excepté un œil porté dans la ville de Vejer de la Frontera.
Ce vêtement n'a aucun lien avec l'héritage arabo-musulman dans la péninsule ibérique. Très répandu jusque dans les années 1930, ce vêtement a commencé à disparaître mais plusieurs femmes continuent de faire vivre ce costume folklorique pour conserver son identité[source insuffisante].